# Radif
Radif (arabisch-persisch ردیف, DMG radīf, ‚Reihe, Folge, Aneinanderreihung‘) bezeichnet innerhalb der klassischen persischen Musik (sowie in der aserbaidschanischen Kunstmusik) eine Sammlung traditioneller, in bestimmter Reihenfolge aufzuführender melodischer Figuren, die sich über mehrere Generationen durch mündliche Weitergabe von Meistern (Ostāds) an ihre Schüler erhalten haben.
Die etwa 300 Musikstücke bzw. „Melodien“ (Guschehs; von persisch گوشه, DMG gūše, ‚Ausschnitt, Ecke, Winkel‘ mit der Bedeutung „Modulus“ bzw. „Modulation“ innerhalb des entsprechenden Maqāms) der jeweiligen Instrumental- bzw. Vokalradifs sind innerhalb mehrerer Tonsysteme, genannt Dastgāhs (oder Āwāz als Bezeichnung für einen kleineren bzw. untergeordneten Dastgāh), angeordnet. Wesentliche Elemente bei der Aufführung und Interpretation sind improvisierte Verzierungen der Motive mit teils komplexen Ornamenten. Bis in die Gegenwart entwickeln herausragende Meister zusätzliche Interpretationen, die dann nach ihnen benannt werden und den traditionellen Melodienbestand dieses „kanonischen Registers“ erweitern, so dass jedes dieser Stücke (Guscheh) durch seine Zugehörigkeit zu einem der zwölf Modalsysteme (Dastgāh bzw. Āwāz, auch Maqām) und zu einem Meister (bzw. dessen Radif für Gesang oder ein bestimmtes Instrument) charakterisiert ist.
Das Erlernen der – durch Noten nur unzureichend darstellbaren – Radīfs erfordert viel Übung (wobei der direkte Kontakt mit dem Meister, der einzelne Passagen vorspielt, welche der Schüler exakt imitiert und sich einprägt, wesentlich ist) und Praxis. Nur so kann deren Essenz vom Interpreten erfasst und verinnerlicht werden, so dass er Teile davon jederzeit wiedergeben kann. Die Rhythmen dieser Radīfs sind stark von Versmaßen der persischen Literatur, deren Vertonungen einen hohen Stellenwert in der iranischen Musik haben, beeinflusst. 1965 wurde an der Universität Teheran der erste Studiengang für klassische iranische Musik eingerichtet und als Dozent für Radīf Nur-Ali Borumand (1905–1977) ernannt.
Die Ursprünge der Radifs liegen vermutlich in sassanidischer Zeit, als der Hofmusiker Bārbad für Chosrau II. (reg. 590–628) bestimmte Kompositionen erstellte. Bārbad soll die grundlegende Einteilung der Dastgahs entwickelt haben. Eine erstmalige systematische Zusammenstellung der mündlich überlieferten, jedoch im Laufe der Jahrhunderte auch veränderten Melodien (bzw. Guschehs) erfolgte durch Mirza Abdollah Farahani (1843–1918), der für diese Guschehs auch eine für Aufführungen verbindliche Reihenfolge festlegte und diese als „Radif“ bezeichnete. Dieser „Radif“ wurde in moderner Notenschrift erstmals vollständig von Musā Ma’rufi im Jahr 1963 sowie 1973 veröffentlicht. 2006 gab Jean During eine weitere Fassung des Radifs über das Kulturinstitut Mahur heraus, und am 28. September 2009 wurden die Radīf-hā in die  UNESCO-Liste des immateriellen Kulturerbes der Menschheit aufgenommen.
Bedeutende Radif-Meister waren z. B. (Mirzā) Hossein-Gholi (Radif für Tar) und dessen Bruder (Mirzā) Abdollāh Farāhāni (Radif für Saiteninstrumente, nach dem der von ihm erstmals im 19. Jahrhundert kodifizierte Radif, Radīf des Mīrzā ‘Abdollāh, benannt ist), Abdollāh Davāmi (1899–1980; Radif für Gesang), Yusef Forutan, Faradsch Rezāiev, Asadollah Nayeb („Asadollah Esfahani“; Radif für Ney), Ziā ol-Zākerin (gestorben 1973; Radif für Gesang) und Ali Akbar Schahnāzi (1897–1985; Radif für Tar) sowie der schon genannte Nur-Ali Borumand, der den Radif des Mirza Abdollah überlieferte.
Einer der maßgebendsten Musiker, Musikwissenschaftler und -autoren als Glied in der Überlieferungskette des Radīfs war Ali-Naghi Vaziri (1887–1979), der die europäische Notenschrift für die persische Musik übernahm und für die „Viertelton“ genannten Mikrotonstufen gesonderte Vorzeichen erfand.
Darauf aufbauend, verfasste sein für die Weiterentwicklung der persischen Kunstmusik bedeutsamer Schüler Abolḥasan Ṣabā (1902–1957) umfassende Schulwerke für Santur, Violine/Kamantscheh und Tār/Setār, die zum klassischen Musikunterricht landesweit herangezogen wurden, so dass auch vom Radīf des Abolhasan Saba gesprochen wird. Seine Kompositionen sind Bestandteile des klassischen Musikrepertoires, die immer wieder auch öffentlich zu Gehör gebracht werden.

## Aufführungspraxis
Zur Aufführung gelangt jeweils ein Dastgāh (meist aus dem überlieferten Radif eines Meisters) mit allen oder einem Teil der dazugehörigen Guschehs. Der suitenartigen Ablauf beginnt mit der einleitenden Vorstellung des Grundmodus des jeweiligen Dastgāhs bzw. Āwāz, der persisch درآمد, DMG dar-āmad, wörtl. „das, was herauskommt“ genannt wird. Diesem kann ein im langsamen 4/4-Takt gehaltenes durchkomponiertes instrumentales Vorspiel vorangesetzt werden. Danach folgen weitere definierte Teilstücke (Guscheh), z. B. Tschahār-Mezrāb (ein rhythmisch-virtuoses, im 6/16-Takt gehaltenes Instrumentalstück der Dastgah-"Suite") und Zarbi (ein improvisiertes rhythmisches Musikstück). Den Abschluss einer Dastgāh-Darbietung bildet oft eine (Lied-)Komposition (persisch تصنيف, DMG Taṣnīf, auch ترانه, DMG Tarāne, ‚Lied‘ genannt) und eine lebhafte Tanzmelodie (persisch رنگ, DMG Reng) deren Ursprünge auf regionale Tänze zurückgehen.
Die klassische, aus improvisierten und nichtimprovisierten Stücken bestehende Abfolge von Pischdaramad, Tschahar Mezrab, Awaz (frei improvisierter Gesang mit unbestimmtem Metrum), Tasnif (balladenartige Liedkomposition) und Reng wird bei heutigen Darbietungen in Bezug auf Zahl und Reihenfolge der Formteile auch abgeändert angetroffen.
Es gibt rein instrumentale, aber häufiger aus Gesang- und Instrumental-Abschnitten zusammengesetzte Darbietungen.

## In den Radifs benutzte Guschehs
Abol, Abol tschap, Bayāt-e 'Adscham, 'Arāgh, 'Aschirān, Āschurāwand, Āwāz, Āzarbāydschāni, Bachtiyāri, Bahr-e nur, Bāl-e kabutarān, Bardāscht, Basteh-negār, Bāwi, Bidād, Bidād-e kot, Bidegāni, Bozorg, Busalik, Chārā, Chāwarān, Chodschasteh, Chosrawāni, Dād, Darāmad (Einleitung eines jeden Dastgahs), Delkasch, Denāseri, Dobeyti, Dogāh, Dschāmeh-darān, Esfahānak, Farang, Farang wa Schuschtari darān, Feyli, Forud (eine Art abschließende Kadenz), Gabri, Gardāniye, Gawescht, Gereyli, Moghaddame-ye Gereyli, Ghadschar, Gham-angiz, Gharadsche, Gharā'i, Gharam, Ghatār, Ghesmat, Gilaki, Golriz, Hādschi Hasani, Hādschiyāni, Hazin, Hedschāz, Hesār, Hodi, Hoseyn, Kereschmeh, Kereschmeh bā Muye, Kereschmeh-ye Rāk, Koroghli, Koschte-morde, Kutschek, Leyli o Madschnun, Lezgi, Madschles-afruz, Madschosli, Maghlub, Māhur-e saghir, Malek Hoseyn, Mansuri, Masihi, Masnawi, Matn wa hāschiye, Mawāliān, Māwarā-on-nahr, Mehdi Zarrābi, Mehrabāni, Meygoli, Mo'ālef, Mobargha', Mochālef, Moghaddameh-ye Dād, Mohayyer, Mollā Nāzi, Morād Chāni, Muye, Nafir, Naghmeh (z. B. Naghmeh-ye Maghlub), Nahib, Nahoft, Nasir Chāni (Tusi), Nastāli, Ney-dāwud, Neyriz, Neyschāburak, Nowruz, Nowruz-e 'arab, Nowruz-e Chārā, Nowruz-e Sabā, 'Oschschāgh, Owdsch (auch Owj), 'Ozzāl, Pahlawi, Pandschgāh, Pas Hesār, Pischdarāmad (Vorspiel), Pisch Zanguleh, Radschaz, Bayāt-e Rādscheh, Rāk, Rāk-e hendi, Rāk-e keschmir, Rāk-e 'Abdollāh, Rāmkeli, Rāwandi, Rāz o niyāz, Razawi, Reng (z. B. Reng-e Delgoschā, Reng-e Farah, Reng-e Harbi, Reng-e Nastāri, Reng-e Osul, Reng-e Schahr-āschub, Reng-e Schalachu, Reng-e Yek chube), Rohāb, Ruh-afzā, Ruh-ol-arwāh, Safā, Safir-e Rāk, Sāghi-nāmeh, Salmak, Sayachi, Schāh Chatā'i, Schahnāz, Schahnāz-e kot ('Aschegh kosch), Schekaste, Schur-e pā'in daste, Schuschtari, Sepehr, Sufi-nāmeh, Suz o godāz, Tacht-e tāghdis (Tacht-e Kāwus), Tarab-angiz, Tarz, Tschahār Guscheh, Tschahār-mezrāb, Tschahār-pāreh, Tschakāwak, Tusi, Yaghuluna, Zābol, Zang-e schotor, Zanguleh, Zanguleh-ye saghir wa kabir, Zir-āfkand, Zirkesch-e Salmak.